# Glen Hardin
Ne doit pas être confondu avec Glenn Hardin.
Glen Dee Hardin (né le 18 avril 1939) est un pianiste et arrangeur américain. Il a joué et enregistré avec des artistes tels que Roy Orbison, Elvis Presley, Emmylou Harris, John Denver et Ricky Nelson.

## Carrière
Hardin est né à Wellington, une petite ville du  Panhandle du Texas. Après être sorti de la marine en 1959, Hardin a commencé sa carrière musicale à Long Beach, en Californie, et a rapidement rejoint le groupe de la maison du Palomino Club de North Hollywood, appelé "le club le plus important de la côte ouest de la musique country" par le Los Angeles Times. Il présentait des artistes tels que Buck Owens, Johnny Cash, Patsy Cline, Linda Ronstadt, Hoyt Axton et Willie Nelson et était également un lieu de rencontre populaire pour d'autres artistes country tels que Merle Haggard et Jerry Lee Lewis.
Peu de temps après, il est devenu membre des Shindogs, le groupe vedette de Shindig !, une émission de variétés musicales américaines diffusée sur le réseau ABC de 1964 à 1966. Le groupe de la série, les Shin-diggers (rebaptisés plus tard les Shindogs), comprenait également un jeune Glen Campbell, James Burton, Billy Preston, Delaney Bramlett, Joey Cooper et Leon Russell. Un premier épisode a été enregistré en Grande-Bretagne avec les Beatles comme invités. La série mettait en vedette d'autres groupes "British Invasion", y compris les Who et les Rolling Stones. Shindig ! continuerait à diffuser des épisodes de Londres tout au long de sa diffusion. De nombreux artistes populaires de l'époque ont joué dans l'émission, notamment Ray Charles, Sam Cooke, Lesley Gore, Bo Diddley et Sonny and Cher. Il comportait notamment des actes noirs et blancs à l'époque de la ségrégation raciale aux États-Unis.
Originaire de l'ouest du Texas, Hardin avait grandi avec le batteur Jerry Allison et le bassiste Joe B. Mauldin, tous deux membres du groupe de Buddy Holly, les Crickets. Après la mort de Holly en 1959, ils ont continué à jouer et à enregistrer avec le guitariste/auteur-compositeur Sonny Curtis. Pendant cette période, Hardin a été fait membre honoraire des Crickets et a joué avec eux de temps en temps pendant de nombreuses années. Hardin a connu son premier succès en tant qu'auteur-compositeur en 1965 avec "Count Me In", enregistré par Gary Lewis & the Playboys. "Where Will The Words Come From" et "My Heart's Symphony" ont également été des succès que Hardin a écrits pour Lewis. Il est rapidement devenu un pianiste de session en demande et au fil des ans, il a enregistré avec de nombreux artistes dans une variété de genres musicaux, notamment Bing Crosby, Nancy Sinatra, Dean Martin, Ricky Nelson, Buck Owens, John Denver, Linda Ronstadt, Kenny Rogers, Johnny Rivers, Merle Haggard, Michael Nesmith, Waylon Jennings et Dwight Yoakam.
En 1970, Hardin a reçu un appel d'Elvis Presley pour remplacer Larry Muhoberac dans le groupe TCB, avec James Burton, Jerry Scheff et Ron Tutt. Hardin est resté avec le groupe jusqu'en 1976, en tournée et enregistrant avec Presley et apparaissant dans l'émission spéciale télévisée Aloha From Hawaii. Hardin a étudié l'arrangement et l'arrangement de nombreux succès de Presley tels que "The Wonder of You", "Let It Be Me" et "I Just Can't Help Believin'". Ce poste de haut niveau a rapidement conduit à de nombreuses autres opportunités. En 1972, Gram Parsons, l'un des fondateurs du country rock, a engagé le TCB Band pour enregistrer son premier album, GP. Hardin a joué du piano et a été directeur musical des sessions de celui-ci ainsi que du deuxième album de Parsons, Grievous Angel. Grâce à son travail avec Parsons, Hardin a été présenté à Emmylou Harris, avec qui il travaillerait après la mort de Parsons dans le Hot Band très apprécié et influent. Pendant plusieurs années, ce groupe comprenait James Burton, John Ware, Rodney Crowell, Hank DeVito, Emory Gordy, Jr., Albert Lee, Larrie Londin et Ricky Skaggs. Hardin a également joué du piano dans l'émissiontélévisée spéciale de Roy Orbison, A Black and White Night.

## Activité récente
Hardin a fait une tournée en Suède avec le groupe Cadillac en 2007 et 2008. Hardin continue de tourner, se produisant régulièrement en Europe. En juin 2009, il a joué Breda aux Pays-Bas. En janvier 2010, Hardin est allé au RCA Studio B à Nashville avec le chanteur néerlandais Bouke. Bouke est le gagnant de l'émission de télévision nationale néerlandaise Waar Is Elvis (Where Is Elvis). Ils ont enregistré trois chansons ensemble pour un CD distribué aux membres néerlandais et belges du fan club d'Elvis Matters.